# Liste der Monuments historiques in Thise
Die Liste der Monuments historiques in Thise führt die Monuments historiques in der französischen Gemeinde Thise auf.

## Liste der Immobilien
| Bezeichnung              | Beschreibung                                  | Standort            | Kennzeichnung | Schutzstatus | Datum | Bild           |
| ------------------------ | --------------------------------------------- | ------------------- | ------------- | ------------ | ----- | -------------- |
| Flugplatz Besançon-Thise | zwei verbundene Hangars, 1932 und 1934 erbaut | Rue du Stade (Lage) | PA25000056    | Classé       | 2007  | weitere Bilder |

## Liste der Objekte
| Bezeichnung                                | Beschreibung                                                          | Standort                        | Kennzeichnung | Schutzstatus | Datum | Bild |
| ------------------------------------------ | --------------------------------------------------------------------- | ------------------------------- | ------------- | ------------ | ----- | ---- |
| Gemälde Die Hochzeit von Kanaa             | Ölfarbe auf Leinwand, vergoldeter Holzrahmen, 18. und 19. Jahrhundert | in der Kirche St-Hilaire (Lage) | PM25001585    | Classé       | 1992  |      |
| Gemälde Die Vermählung von Tobias und Sara | Ölfarbe auf Leinwand, vergoldeter Holzrahmen, 18. und 19. Jahrhundert | in der Kirche St-Hilaire (Lage) | PM25001586    | Classé       | 1992  |      |
| Gemälde Jesus segnet die Kinder            | Ölfarbe auf Leinwand, vergoldeter Holzrahmen, 18. und 19. Jahrhundert | in der Kirche St-Hilaire (Lage) | PM25001587    | Classé       | 1992  |      |
| Gemälde Darstellung des Herrn              | Ölfarbe auf Leinwand, Holzrahmen, 18. und 19. Jahrhundert             | in der Kirche St-Hilaire (Lage) | PM25002418    | Inscrit      | 1991  |      |